# Cavaillon (ort i Haiti, Sud, lat 18,30, long -73,66)
Cavaillon är en ort i Haiti.   Den ligger i departementet Sud, i den sydvästra delen av landet, 140 km väster om huvudstaden Port-au-Prince. Cavaillon ligger 20 meter över havet och antalet invånare är 1 023.
Terrängen runt Cavaillon är varierad.  Närmaste större samhälle är Les Cayes, 15,1 km sydväst om Cavaillon. Omgivningarna runt Cavaillon är en mosaik av jordbruksmark och naturlig växtlighet.